# Maria Mussini
Maria Mussini (Reggio Emilia, 2 gennaio 1967) è una politica italiana.

## Biografia

### Elezione a senatore
Alle elezioni politiche del 2013 viene eletto al Senato della Repubblica, nelle liste del Movimento 5 Stelle nella circoscrizione Emilia-Romagna. È stata segretario del gruppo M5S al Senato fino al 29 settembre 2013.
Membro della Commissione Affari esteri fino al 24 marzo 2014, poi, in seguito alla sua espulsione dal Gruppo Parlamentare M5S, della Commissione Giustizia. Insieme ai senatori Sergio Zavoli e Sandro Bondi è membro della Commissione per la biblioteca e l'archivio storico. Dal 18 giugno 2013 è membro del Comitato per le Questioni degli Italiani all'Estero. Dall'aprile 2013 fa parte della delegazione parlamentare italiana nell'Assemblea Parlamentare dell'Unione per il Mediterraneo, membro effettivo nella Commissione politica e in quella per i Diritti delle donne.
La prima esperienza politica di Maria Mussini risale al 2009, durante le elezioni amministrative per il Comune di Reggio Emilia, quando si candidò per le elezioni di circoscrizione per la lista Civica 5 stelle-beppegrillo.it. In seguito per il gruppo locale del Movimento 5 Stelle Reggio Emilia si è occupata di cultura e nel 2012 ha seguito il comitato per la difesa dei Civici Musei di Reggio Emilia, presentando in Comune una mozione d'iniziativa popolare.

#### Espulsione dal Movimento 5 Stelle
Il 6 marzo 2014, a seguito delle sue dimissioni dal Senato insieme a quattro colleghi (Maurizio Romani, Laura Bignami, Monica Casaletto e Alessandra Bencini), offerte in segno di solidarietà con i colleghi precedentemente espulsi, viene a sua volta espulsa dal Movimento 5 Stelle, passando al gruppo misto.
Il 7 marzo 2014 entra d'ufficio nel Gruppo misto, in seguito all'espulsione dal Gruppo Parlamentare M5S al Senato, comunicata dal presidente pro tempore Vincenzo Santangelo. Dall'11 luglio 2014 fa parte della componente Movimento X (MX) insieme ad alcuni senatori ex 5 Stelle dimissionari con lei Maurizio Romani e Laura Bignami. Su sua richiesta vengono messe in calendario le sue dimissioni, che vengono discusse e respinte dall'aula nella seduta dell'11 giugno 2014.
Successivamente alla sua espulsione, insieme ad altri parlamentari espulsi o fuoriusciti dal Movimento, ha annunciato che avrebbe mantenuto fede agli impegni sottoscritti al momento della candidatura, tra cui l'autoriduzione dello stipendio, dichiarando di accantonare ogni mese una cifra forfettaria ricavata dalla media delle restituzioni dei primi 12 mesi. 
Nei versamenti fino alla sua espulsione ha seguito le indicazioni date dalla dirigenza del M5S e conferito le somme al Fondo per l'ammortamento dei titoli di stato a quello per la microimprenditorialità.
Il ricavato dell'autoriduzione dal marzo 2014, subito dopo la sua espulsione dal Movimento 5 Stelle, al febbraio 2015 è stato donato da Maria Mussini a Officine On/Off di Parma, un progetto di Fab Lab dell'Assessorato Politiche Giovanili e Innovazione del Comune di Parma, ideato e gestito dalla cooperativa sociale Gruppo Scuola in collaborazione con l'Associazione di Promozione Sociale On/Off.
La decisione di modificare la destinazione del denaro accantonato è stata motivata da Maria Mussini come esito delle perplessità sull'efficacia e la gestione del Fondo per la microimprenditorialità istituito dal Ministero, mentre i destinatari di questa donazione sarebbero in linea con l'impegno preso con gli elettori di devolvere parte dei propri compensi da senatrice a favore dell'imprenditoria giovanile e in difficoltà.
Relativamente al periodo successivo, da marzo 2015 in avanti, Maria Mussini dichiara sul suo sito di continuare ad accantonare le eccedenze con il medesimo criterio che ha adottato da quando non fa più parte del Movimento 5 stelle. La destinazione degli accantonamenti non è ancora stata decisa.
A dicembre 2017 Mussini annuncia la sua iscrizione al Partito Radicale Transnazionale.